# Église Santi Domenico e Sisto
L'église Santi Domenico e Sisto (en français : église Saints-Dominique-et-Sixte) est une église romaine située dans le quartier Monti sur le largo Angelicum al Quirinale près de la piazza Magnanapoli. Elle fut essentiellement construite au XVIe siècle et dédiée à Dominique de Guzmán et au pape Sixte II. Elle est célèbre pour abriter une importante statue du Bernin.

## Historique
La première église construite sur le site date du XIe siècle et fut appelée Santa Maria a Magnanapoli et appartenait à l'ordre des Dominicains du couvent saint Sixte des Thermes de Caracalla. L'édifice actuel est ordonné par la pape Pie V, dominicain lui-même, qui fait construire la nouvelle église en 1569 sur les plans de Giacomo della Porta. Cependant la durée des travaux sur plus d'un siècle fit que divers architectes réalisèrent certaines parties dont Nicola Torriani (en) et Vincenzo della Greca (en).
Depuis 2003, l'église est le siège du titre cardinalice Santi Domenico e Sisto.

## Architecture et décorations
Commencée en 1569 sur les plans du célèbre Giacomo della Porta, l'église est terminée pour sa partie inférieure par Nicola Torriani (en) et la partie supérieure du même Torriani ou de Vincenzo della Greca (en) qui construisit la façade de style baroque en 1646. L'imposant escalier double datant de 1654 est de Orazio Torriani (en). Sur la façade sont disposées quatre statues : les deux statues supérieures sont de Carlo Maderno et représentent saint Thomas d'Aquin (avec les livres) et saint Pierre de Vérone (avec la serpe du sicaire dans le crâne), tandis que les deux statues inférieures sont de Marcantonio Canini (en) et figurent Saint Dominique (avec le chien et lys) et Saint Sixte (avec la tiare et la palme du martyr).
L'église Santi Domenico e Sisto possède un important groupe de statues en marbre, sculptées en 1649 et intitulé Noli me tangere, du Bernin qui réalisa également le maître-autel et la chapelle sud qui héberge le groupe de sculptures. Parmi les autres œuvres importantes se trouvent un tableau de Pier Francesco Mola représentant la Vision de saint Dominique, le Mariage mystique de sainte Catherine (1532) de Francesco Allegrini et la Madone à l'enfant (1460) de Benozzo Gozzoli, un élève de Fra Angelico.

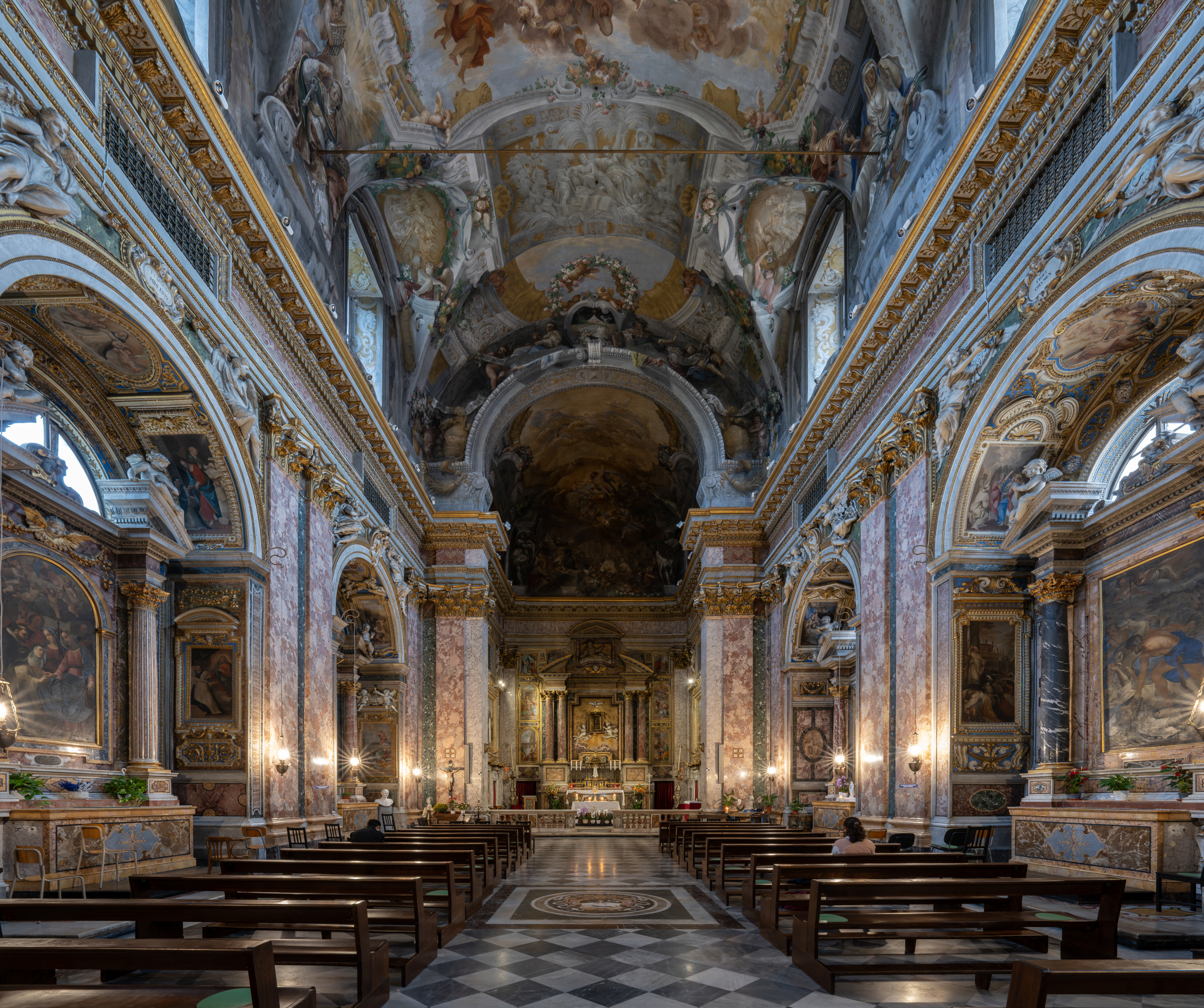
Vue intérieure, et chapelles latérales
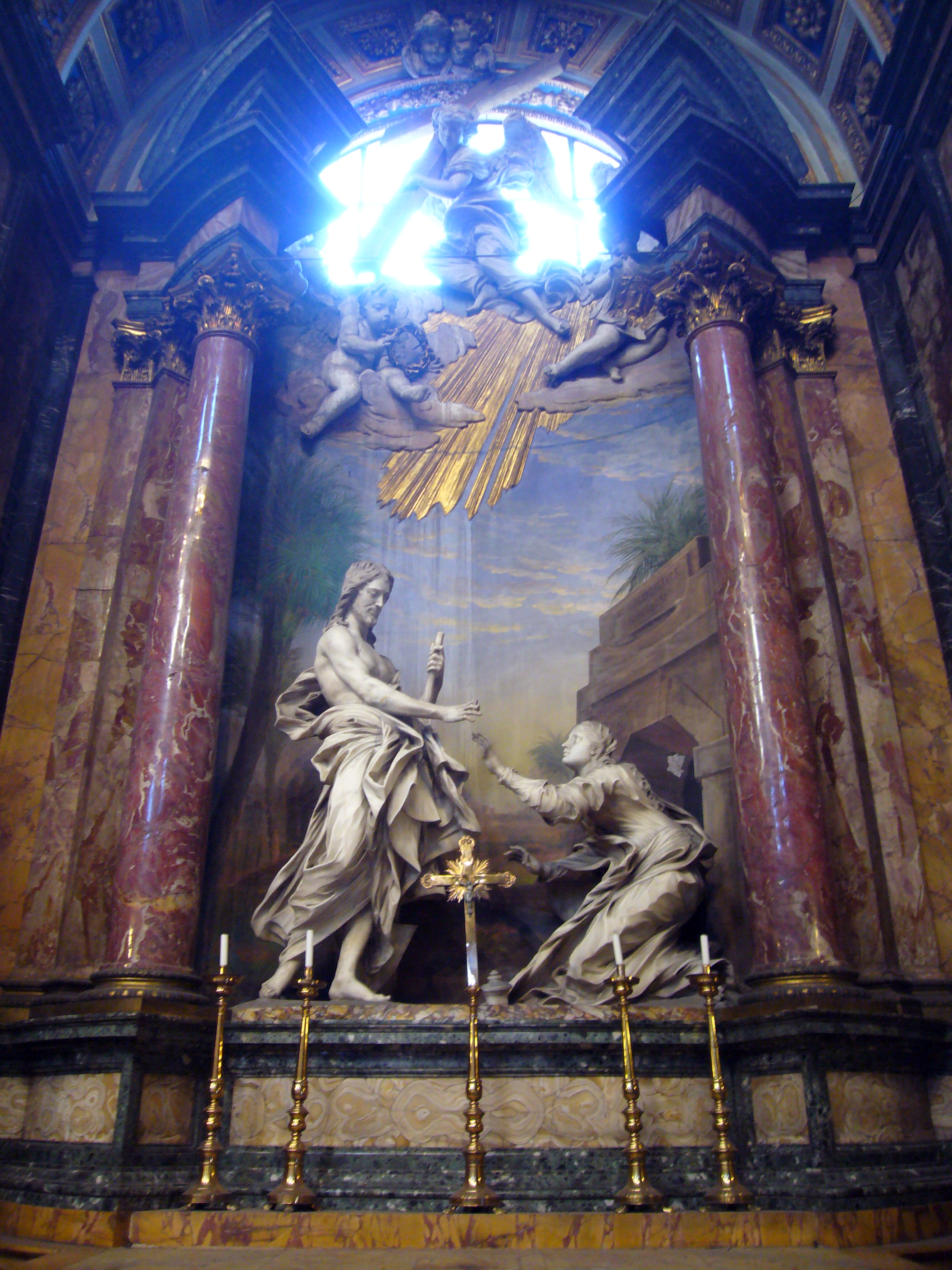
Noli me tangere du Bernin
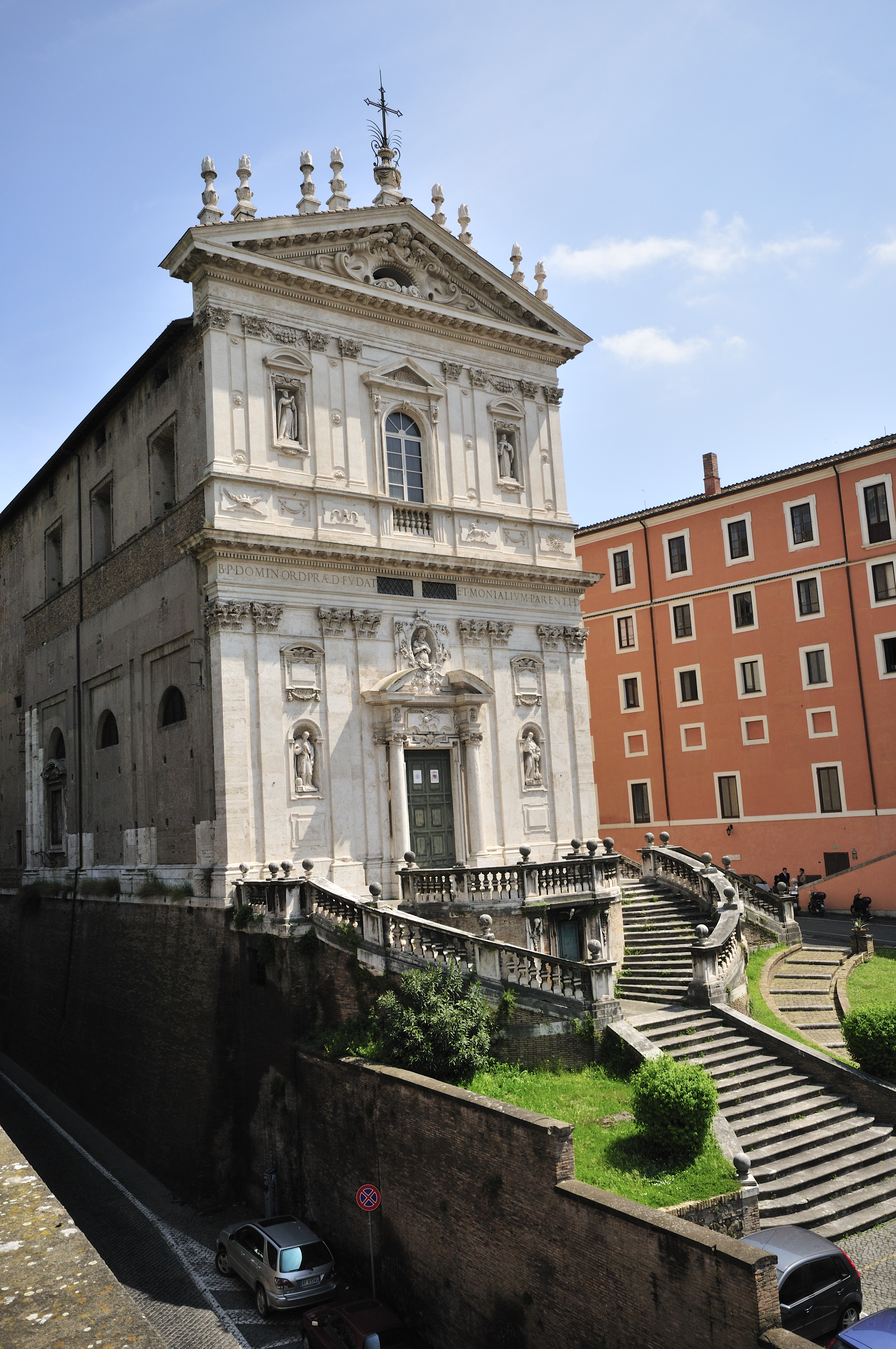
Eglise et son escalier monumental
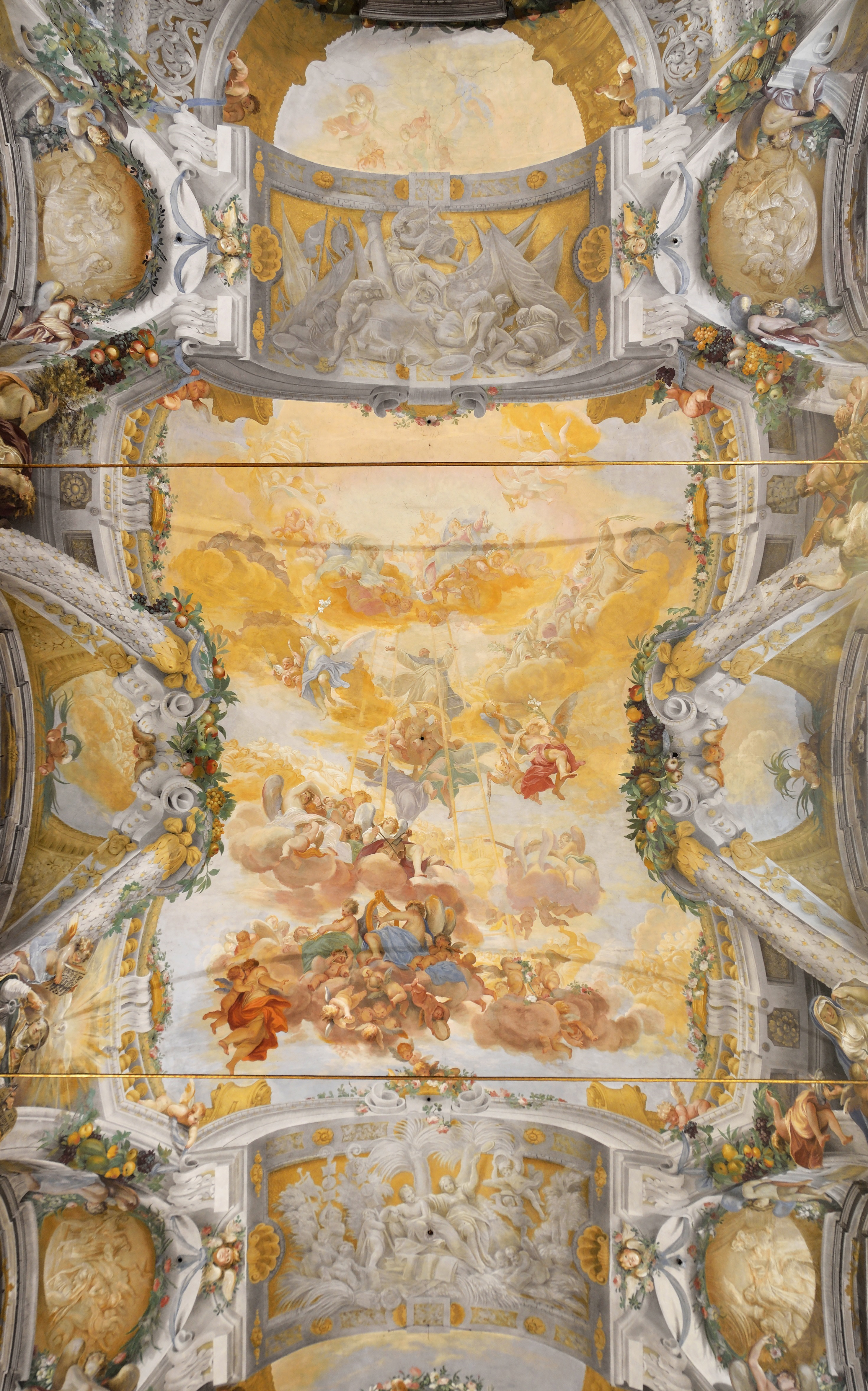
Apothéose de saint Dominique
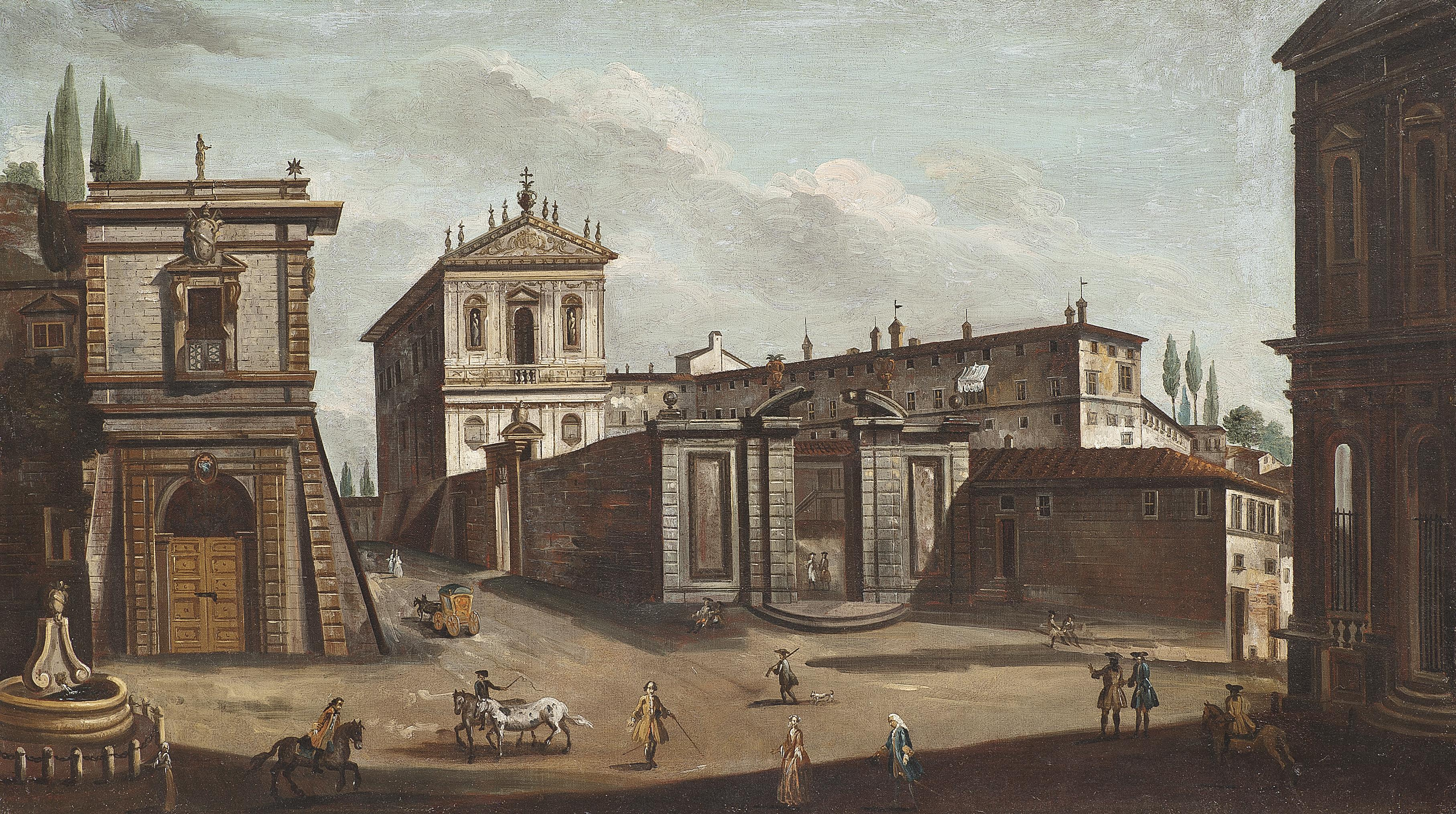
L'église, vue de la villa Aldobrandini, par Jacopo Fabris

### Sources et références
- Église Santi Domenico e Sisto sur Commons

- (it) Cet article est partiellement ou en totalité issu de l’article de Wikipédia en italien intitulé « Chiesa dei Santi Domenico e Sisto » (voir la liste des auteurs).